# Saint-Vigor-le-Grand
Saint-Vigor-le-Grand is een gemeente in het Franse departement Calvados (regio Normandië). De plaats maakt deel uit van het arrondissement Bayeux. Saint-Vigor-le-Grand telde op 1 januari 2022 2.533 inwoners.

## Geografie
De oppervlakte van Saint-Vigor-le-Grand bedroeg op 1 januari 2022 9,7 vierkante kilometer; de bevolkingsdichtheid was toen 261,1 inwoners per km².
De onderstaande kaart toont de ligging van Saint-Vigor-le-Grand met de belangrijkste infrastructuur en aangrenzende gemeenten.

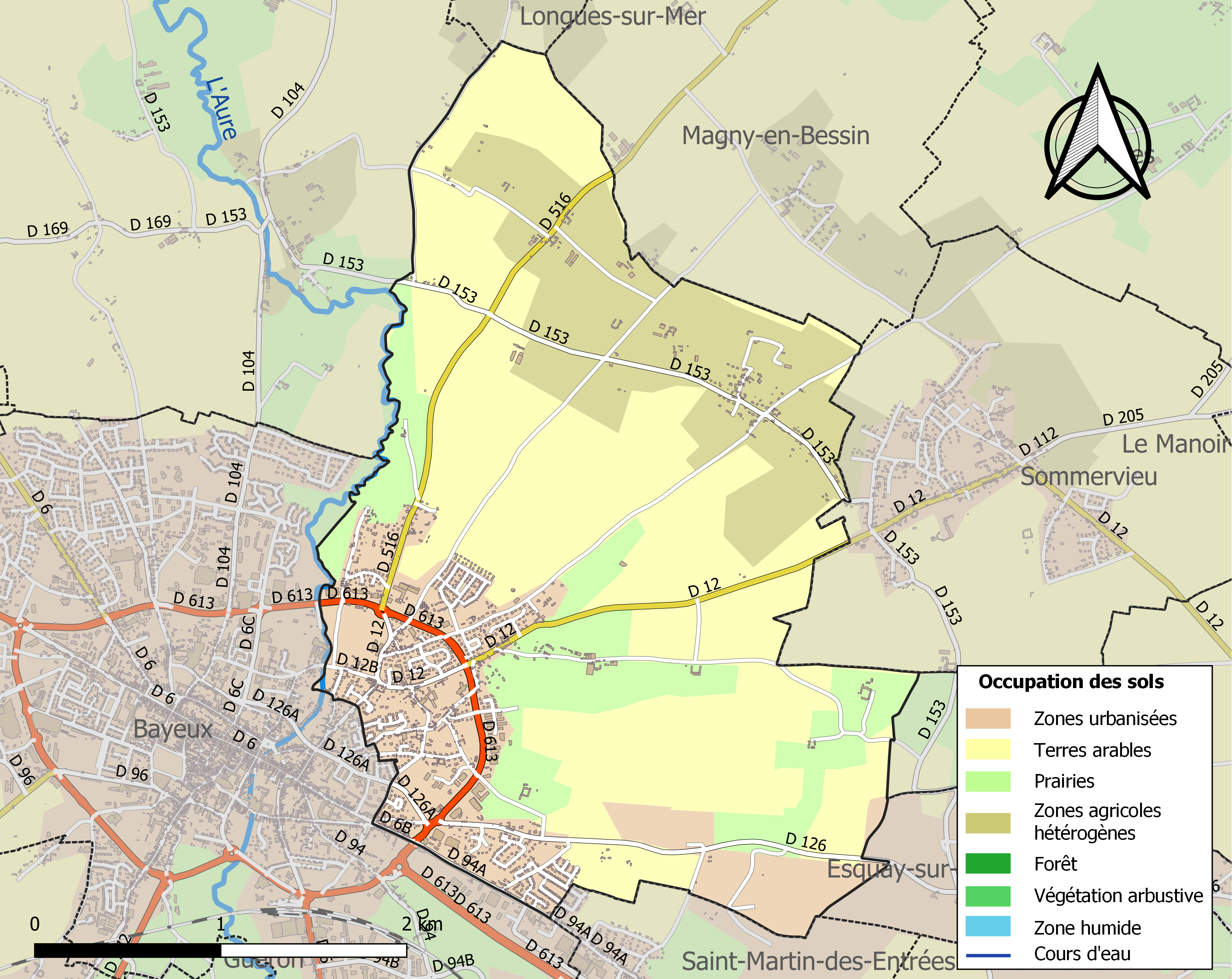

## Demografie
Onderstaande figuur toont het verloop van het inwonertal (bron: INSEE-tellingen).
Vanwege een beveiligingsprobleem met de MediaWiki Graph-software is het momenteel niet mogelijk deze grafiek weer te geven. Zodra de software is bijgewerkt zal de grafiek vanzelf weer zichtbaar worden.